# Du (Philosophie)
Als Du wird in der Sozialphilosophie ein Dialog-Partner oder ein anderes Subjekt bezeichnet, das mit dem Ich oder dem eigenen Subjekt nicht identisch ist, das aber auch kein Fremder ist.